# ده بیست سی چهل
ده بیست سی چهل یک قرعه کشی کودکانه در فرهنگی ایرانی است که کودکان در بازی‌های خود انجام می‌دهند. به این ترتیب که یک نفر شروع به خواندن ده بیست سی چهل می‌کند و تا صد ادامه می‌دهد و در هر عدد به یک نفر اشاره می‌کند، هر کس شماره صد به آن تعلق گرفت، انتخاب می‌شود.